# Etapele procesului de creditare
Procesul de creditare include mai multe etape, fiecare fiind caracteristică pe parametri diferiți și fiecare determină nivelul siguranței și profitabilității operațiilor date.
1. Examinarea cererii de creditare și interiorul cu debitorul.
2. Evaluarea credibilității debitorului și determinarea riscului legat de operația dată.
3. Pregătirea și închierae contrctului de credit.
4. Acordarea creditului.
5. Contractul privind respectarea condițiilor contractului.
6. Rambursarea creditului.
7. Lucrul băncii cu creditele problematice.

Relațiile dintre client și bancă apar în momentul depunerii cererii de creditare care poate fi de diferite tipuri specifice băncilor și care conține scopul, suma, termenul, data rambursării, caracteristica debitorului etc. Odată cu cererea solicitantul prezintă la bancă mai multe documente cum ar fi:
1. Documentele de fondare.
2. Bilanțul și alte rapoarte financiare.
3. Copia contractului în baza căruia se acordă creditul.
4. Biznes planul.
5. Documentele ce atestă  existența gajului  sau al altui tip de asigurare a rambursării creditului.

Principala etapă în procesul de creditare reprezintă evaluarea credibilității debitorului este un factor important în asigurarea rambursării creditului. Dacă anual confirmă credibilitatea solicitantului are loc încheierea contractului de credit, numită și structurarea împrumutului – deci e momentul în care au loc determinarea articolului creditului, a sumei, a termenului și ordinei de acordare și rambursare, a asigurării și prețului. După pregătirea contractului la acordul solicitantului acesta este semnat de ambele părți astfel având loc încheierea lui.